# La Femme d'Oklahoma
Pour plus de détails, voir Fiche technique et Distribution.
La Femme d'Oklahoma (The Oklahoma Woman) est un film américain réalisé par Roger Corman, sorti en 1956.

## Fiche technique
- Titre original : The Oklahoma Woman
- Titre français : La Femme d'Oklahoma[1]
- Réalisation : Roger Corman
- Scénario : Lou Rusoff
- Musique : Ronald Stein
- Montage : Ronald Sinclair
- Pays d'origine : États-Unis
- Format : Noir et blanc - 2,00:1 - Mono
- Genre : western
- Durée : 73 minutes
- Date de sortie : 
  - États-Unis : 1956
  - France : 11 août 1961[1]

## Distribution
- Richard Denning : Steve Ward
- Peggie Castle : Marie 'Oklahoma' Saunders
- Cathy Downs : Susan Grant
- Mike Connors : Tom Blake
- Jonathan Haze : Blackie Thompson
- Edmund Cobb : Sam—Deputy Sheriff
- Dick Miller : Barman
- Bruno VeSota : Stacy
- Tudor Owen : Ed Grant